# フォルトゥナ・シッタート・スタディオン
フォルトゥナ・シッタート・スタディオン（Fortuna Sittard Stadion）は、オランダ・シッタート・ヘレーンにあるサッカー専用スタジアム。フォルトゥナ・シッタートがホームスタジアムとして使用している。

## 概要
老朽化が原因で取り壊されたデ・バーンデルトの跡を引き継ぐ形で建設され、1999年11月にフォルトゥナ・シッタート対FCシャルケ04の親善試合で開場した。
2014年7月より、スタジアムの命名権を獲得した国内にジムを展開するフィットランド社によってフォルトゥナ・シッタート・スタディオン（Fortuna Sittard Stadion）の名称が使用されている。

## 開催された主なイベント
- 国際親善試合
  - 2006年5月11日 :  サウジアラビア 1-2  ベルギー
  - 2006年6月2日 :  アンゴラ 2-3  トルコ